# Bernhard Joseph Stern
Bernhard Joseph Stern (* 19. Juni 1894 in Chicago; † 22. November 1956 in New York) war ein US-amerikanischer Soziologe und Anthropologe.

## Leben und Wirken
Bernhard Joseph Stern studierte von 1913 bis 1917 Philosophie und Soziologie an der University of Cincinnati und erwarb dort den Bachelor- und Magistergrad. Es folgten Auslandsaufenthalte an der Humboldt-Universität Berlin und der London School of Economics and Political Science. Nach seiner Rückkehr in die USA wechselte er an die Columbia University und widmete sich dort vor allem den Fächern Soziologie und Anthropologie. Seine Promotion zum Ph.D. erfolgte 1926 mit einer Arbeit aus dem Bereich der Medizinsoziologie. Ab 1927 begann seine Hochschullehrertätigkeit an der University of Washington im Fach Soziologie. Außerdem wurde er Mitherausgeber der "Encyclopedia of Social Sciences" und unterrichtete im Fach Anthropologie an der New School of Social Research in New York. Im Jahre 1934 erhielt Stern eine Dozentur für Soziologie an der Columbia University. Diese Dozententätigkeit erfolgte bis zu seinem Tod 1956.
Stern orientierte sich in seiner politischen Auffassung mehr und mehr dem Marxismus und Historischen Materialismus und wurde Mitte der 1930er Jahre Mitglied der Communist Party USA. Er war Mitbegründer und Mitherausgeber einer neuen sozialwissenschaftlichen Zeitschrift "Science and Society". Zusammen mit seiner Frau besuchte er mehrmals die Sowjetunion und galt als Befürworter des dortigen kommunistischen Systems.

## Veröffentlichungen (Auswahl)
- Social factors in medical progress. Columbia University Press, New York 1927 (= Dissertation an der Columbia University).
- Lewis Henry Morgan. Social evolutionist. The University of Chicago Press, Chicago 1931 (Reprint: Russell and Russell, New York 1967).
- The Lummi Indians of Northwest Washington (= Columbia University / Contributions to anthropology, Bd. 17). Columbia University Press, 1934 (Reprint: AMS Press, New York 1969).
- (Hrsg.): The family. Past and present. Appleton, Century & Crofts, New York 1938.
- Society and medical progress. Princeton University Press, Princeton 1941 (Reprint: McGrath, College Park, Md. 1970).
- American Medical Practice in the perspectives of a century. Commonwealth Fund, New York 1945.
- Medical services by government, local, state and federal. Commonwealth Fund, New York 1946 (1949).
- Medicin in industry. The Commonwealth Fund, New York 1946.
- (mit Melville Jacobs): Outline of anthropology. Barnes & Noble, New York 1947
- (Hrsg., mit Samuel Smith): Understanding the Russians. A Study of Soviet life and culture. Barnes & Noble, New York 1947.
- (Hrsg., mit Alain Locke): When peoples meet. A study in race and culture contacts. Hinds, Hayden & Eldredge, New York 1949.
- Historical sociology. The selected papers of Bernhard J. Stern. Citadel Press, New York 1959.